# Inka Wesely
Inka Wesely (* 10. Mai 1991 in Wesel) ist eine deutsche Fußballspielerin.

## Werdegang
Wesely begann ihre Karriere beim SV Ginderich. Über den SV Brünen und den SV Walbeck wechselte sie 2006 zur SG Essen-Schönebeck, wo sie zunächst in der U-17-Mannschaft spielte. Ein Jahr später schaffte sie den Sprung in die Bundesligamannschaft und erkämpfte sich einen Stammplatz. Beim U-18-Länderpokal 2007 wurde sie als beste Spielerin ausgezeichnet und belegte mit der Niederrheinauswahl den zweiten Platz. Mit Essen-Schönebeck erreichte sie 2010 das Halbfinale im DFB-Pokal. Im Juni 2010 unterzeichnete sie einen Dreijahresvertrag beim 1. FFC Turbine Potsdam. Mit Turbine wurde sie 2011 und 2012 deutsche Meisterin. 2009 zog sie sich einen Kreuzbandriss im linken Knie zu, im April 2012 erlitt sie die gleiche Verletzung im rechten Knie. Im November 2012 zog sie sich einen erneuten Kreuzbandanriss zu. Nach den verletzungsbedingten Rückschlägen kam sie zuletzt überwiegend im Zweitliga-Reserveteam des Vereins zum Einsatz. Die Abwehrspielerin beendete im Sommer 2017 beim Bundesligisten 1. FFC Turbine Potsdam ihre aktive Karriere.
Mit der U-17-Nationalmannschaft belegte sie beim Nordic Cup 2007 den dritten Platz. Ein Jahr später gewann sie die U-17-Europameisterschaft und belegte mit der deutschen Mannschaft den dritten Platz bei der U-17-Weltmeisterschaft. Im Jahre 2010 gewann Wesely mit der U-20-Nationalmannschaft die Weltmeisterschaft.

## Erfolge
- Deutsche Meisterin 2011, 2012
- U-20-Weltmeisterin 2010
- U-17-Europameisterin 2008
- Bronze bei der U-17-Weltmeisterschaft 2008 in Neuseeland
- Beste Spielerin des U-18-Länderpokals 2008

## Privat
Inka Wesely war Schülerin am Andreas-Vesalius-Gymnasium (AVG) in Wesel und machte dort im Frühjahr 2010 ihr Abitur. Nach ihrem Wechsel nach Potsdam absolvierte sie ein Studium im Bereich Gesundheitssport und Prävention an der Europäischen Sportakademie Land Brandenburg. Wesely arbeitet mittlerweile bei einer Krankenkasse als Sport- und Gesundheitsberaterin.